# Paskenta (California)
Paskenta es un lugar designado por el censo ubicado en el condado de Tehama en el estado estadounidense de California. En el año 2010 tenía una población de 112 habitantes.

## Geografía
Paskenta se encuentra ubicado en las coordenadas 39°52′58.58″N 122°32′37.41″O / 39.8829389, -122.5437250.